# Zargo Touré
Zargo Touré (ur. 11 listopada 1989 w Dakarze) – senegalski piłkarz grający na pozycji pomocnika.
Pierwsze kroki stawiał w klubie w stolicy Senegalu, ASC HLM Dakar. W 2008 roku przeszedł do US Boulogne. Następnie grał w Le Havre AC, a w 2015 trafił do FC Lorient. W latach 2018–2019 grał w Trabzonsporze, a w latach 2019-2021 w Gençlerbirliği SK.